# Chloropoea albostriata
Chloropoea albostriata är en fjärilsart som beskrevs av Percy I. Lathy 1906. Chloropoea albostriata ingår i släktet Chloropoea och familjen praktfjärilar. Inga underarter finns listade i Catalogue of Life.